# しばれフェスティバル

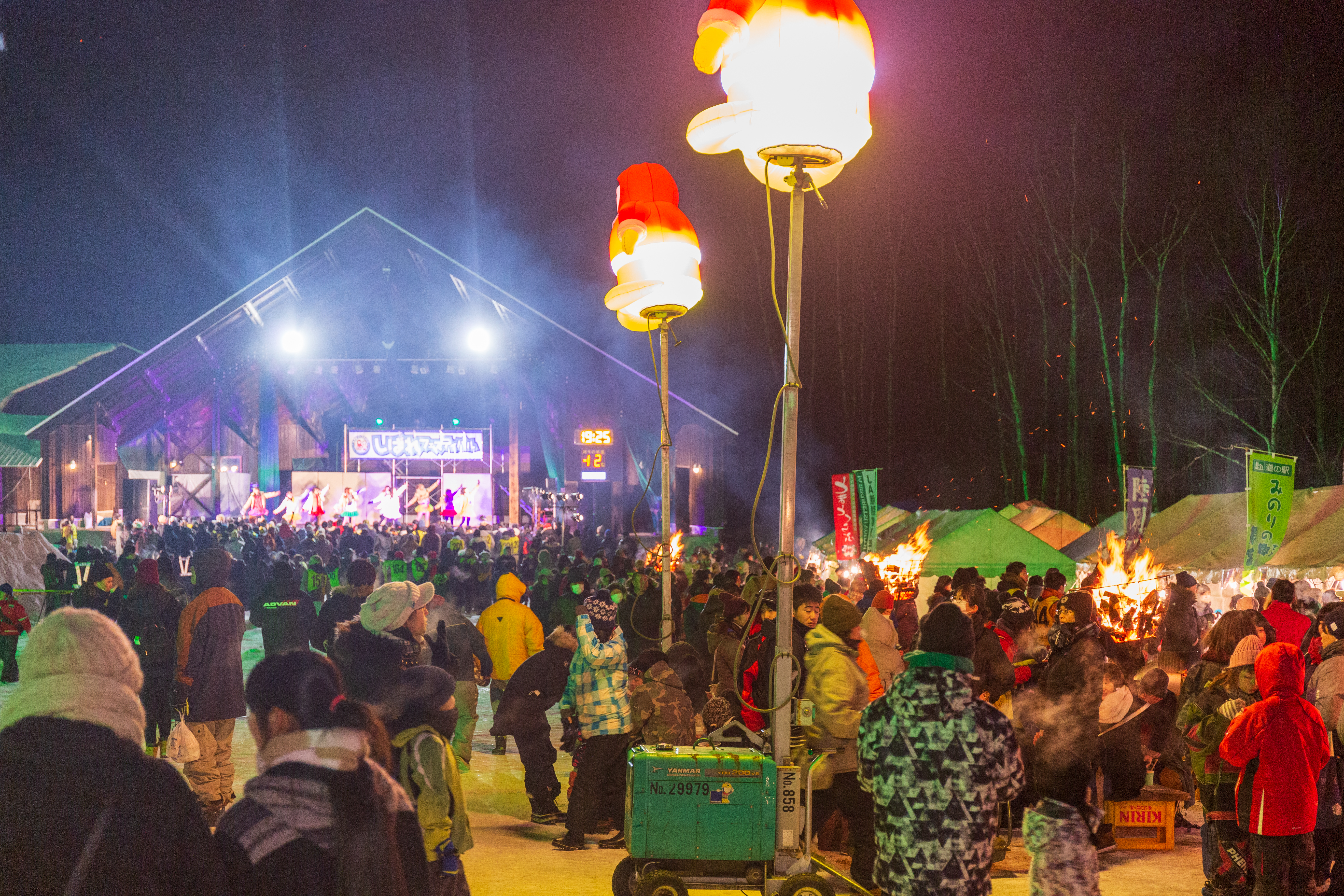
第38回（2019年）の様子

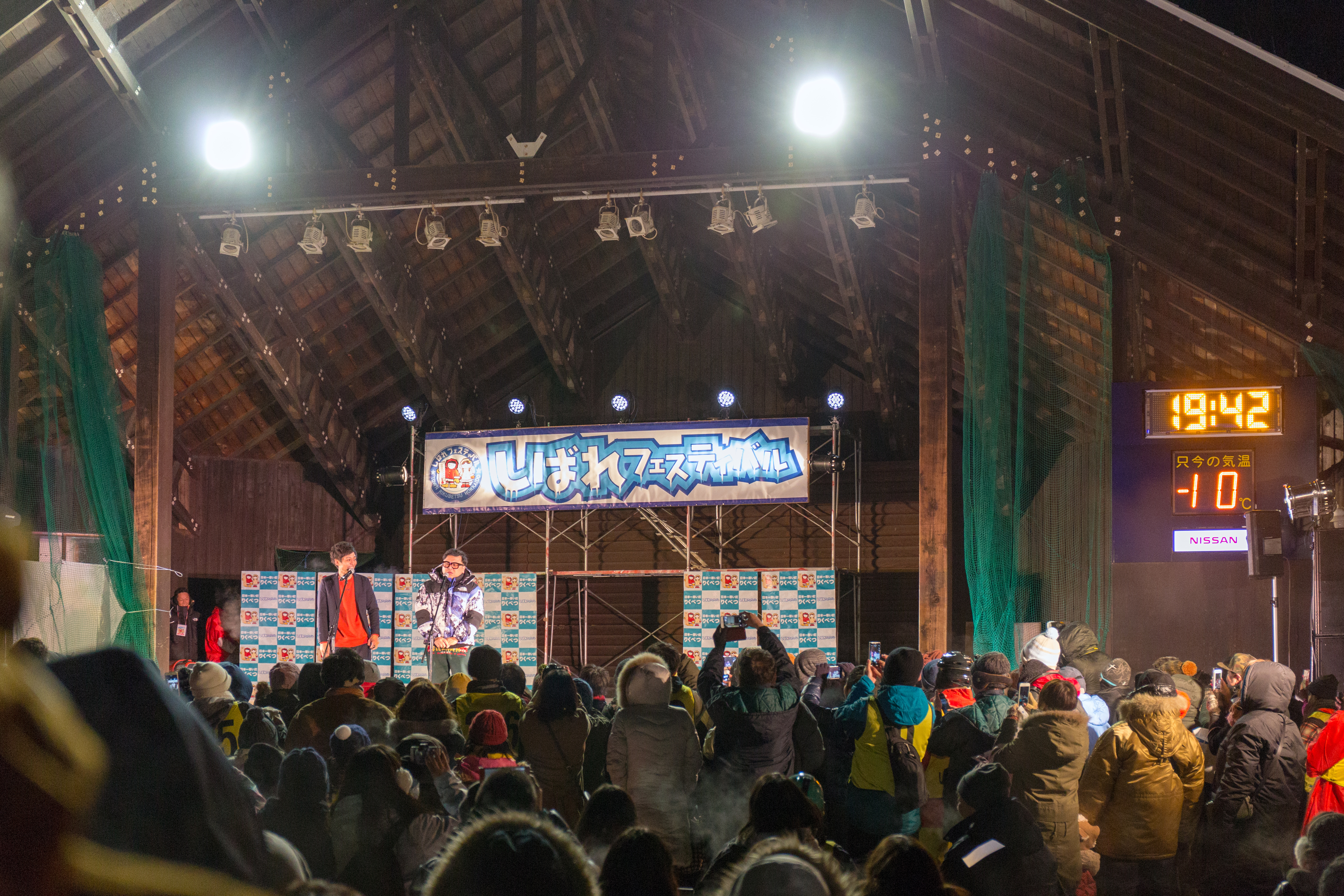
第37回（2018年）で登壇したお笑いコンビ・とろサーモン

しばれフェスティバルは、北海道十勝管内の足寄郡陸別町で1982年から毎年2月上旬に開催されるイベント。「日本一寒い町」を標榜する陸別町の寒さを体感することを目的とした催しである。「しばれフェスティバル」の名称は、「寒い」「冷え込む」を意味する北海道の方言「しばれる」に由来する。

## 解説
陸別町ウエンベツにあるイベントセンターを会場に、2月の第1土曜日・同日曜日の2日間開催される。会場で一晩を過ごして陸別の寒さを体験する「人間耐寒テスト」（後述）のほか、アイドルやお笑い芸人のステージショー、打ち上げ花火などの催し物がある。
陸別町はアメダス計測による1月の平均最低気温が氷点下20.2°Cと日本一低い場所であり、時には氷点下30°C前後まで気温が下がることもある。同町ではこれを逆手に取り、「日本一寒い町」をアピールして町おこしにつなげている。
当初は、陸別町商工会の青年部が家族の慰安のため、冬季に使用しない重機を使って雪の滑り台などを作っていたものであったが、陸別の寒さがニュースで取り上げられるようになると、陸別の寒さに誇りを持ち、寒さこそが陸別の資源であるという共通認識を持つ住民によって、しばれフェスティバルが始まった。人口約2,400人の陸別町にあって、毎回8,000人ほどを集客するイベントとなっている。
同町産業振興課や町商工会などが実行委員会を組織し、同委員会の主催で開催されるが、委員会の実質的な中核であった商工会青年部の部員減少に伴う後継者不足により、人員の確保が問題となっている。2024年は運営体制が整わず開催中止となった。2025年の第41回は町長が実行委員長を務め、町民などから実行委員を公募して開催に漕ぎつけた。

## 人間耐寒テスト

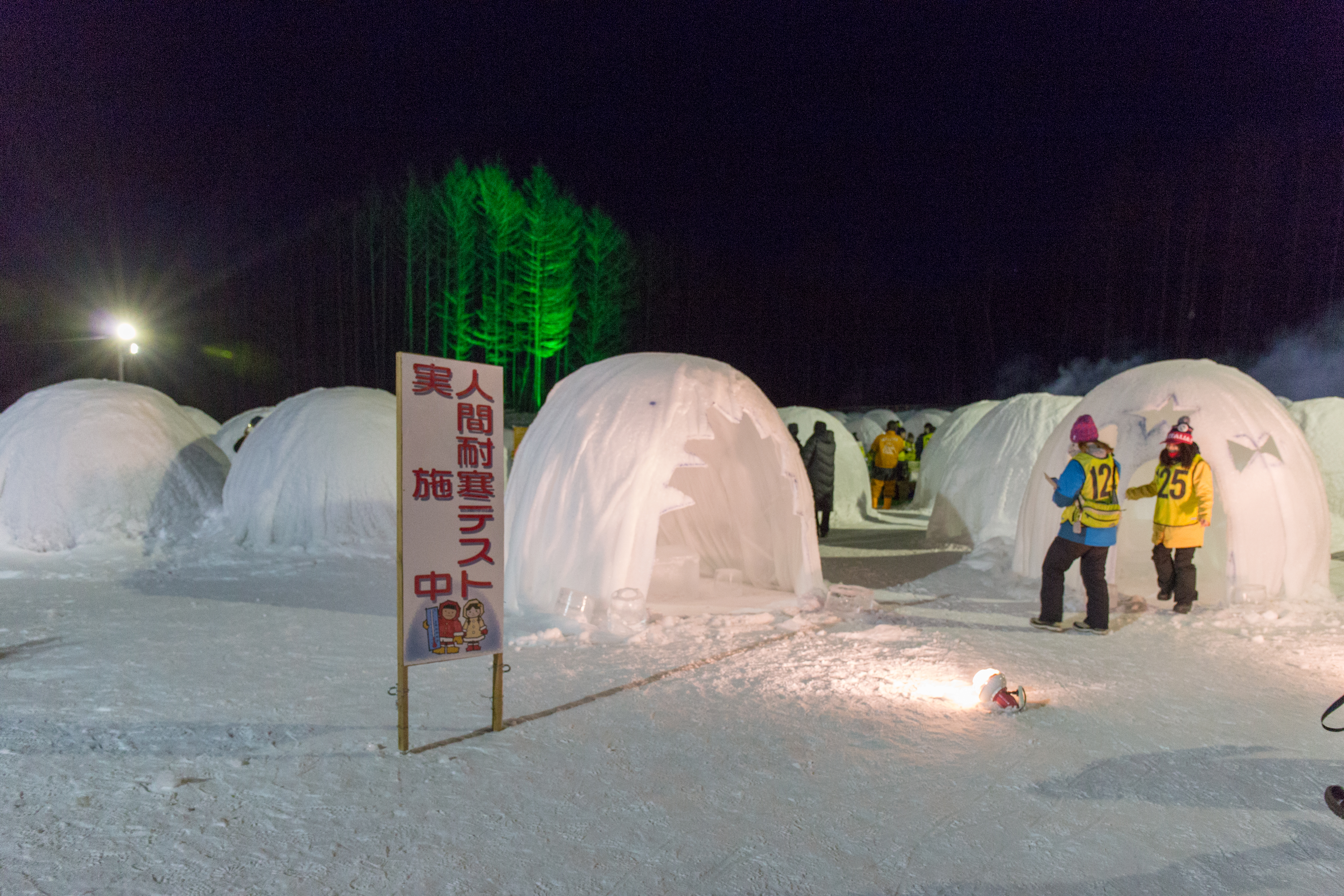
バルーンマンション

人間耐寒テスト（にんげんたいかんテスト）は本フェスティバルで一番の目玉となる催し物であり、会場内に設置された、かまくらのような形状の「バルーンマンション」の中で一晩を過ごすという内容である。用意できるバルーンマンションの数には限りがあるため、この人間耐寒テストのみ定員制（300名程度）となっている。参加希望者は事前に申込みをし、応募多数の場合は抽選となるが、例年、定員に対して2倍ほどの申込みがある。第40回（2023年開催）までに、のべ6,900人ほどが参加している。
バルーンマンションは大人3 - 4人ほどが横になって寝られる大きさである。本フェスティバル開幕前の夜中の冷え込む時間に、直径2.5メートルほどに膨らませた風船（バルーン）の上から高圧洗浄機で水をかけて凍らせるという方法で製作する。この作業を繰り返して氷の層を厚くしていき、最後に内側の風船を抜き取って完成となる。水をかける作業は、気温が氷点下20°C程度の場合、水が風船の上では凍らずに地面に流れ落ちてしまうため、氷点下25°C前後まで下がらないと行うことができない。実行委員会は、この作業を会期前の約1か月にわたって続け、約100基（参加者数によって変化）のバルーンマンションを準備する。バルーンマンション内には暖房器具はなく、またバルーンマンション自体の破損防止のため、内部は火気厳禁である。一晩を過ごすために寝袋やマットを持参することが参加者に対し推奨されている。
会場中央では、開会とともに点火される高さ約6メートルの巨大な焚き火「命の火」が燃えており、参加者が暖を取れるようになっている。バルーンマンションの外では火を使用できるため、炭火コンロなどを持参する参加者も多い。
寒さの中、リタイアせずに無事一晩を明かした参加者には、翌朝に認定証が授与される。また参加者は、町役場内のホールで朝食の提供が受けられるほか、役場の隣にある町保健センター内の公衆浴場「ふれあいの湯」で入浴ができる。

### タオル回し世界選手権

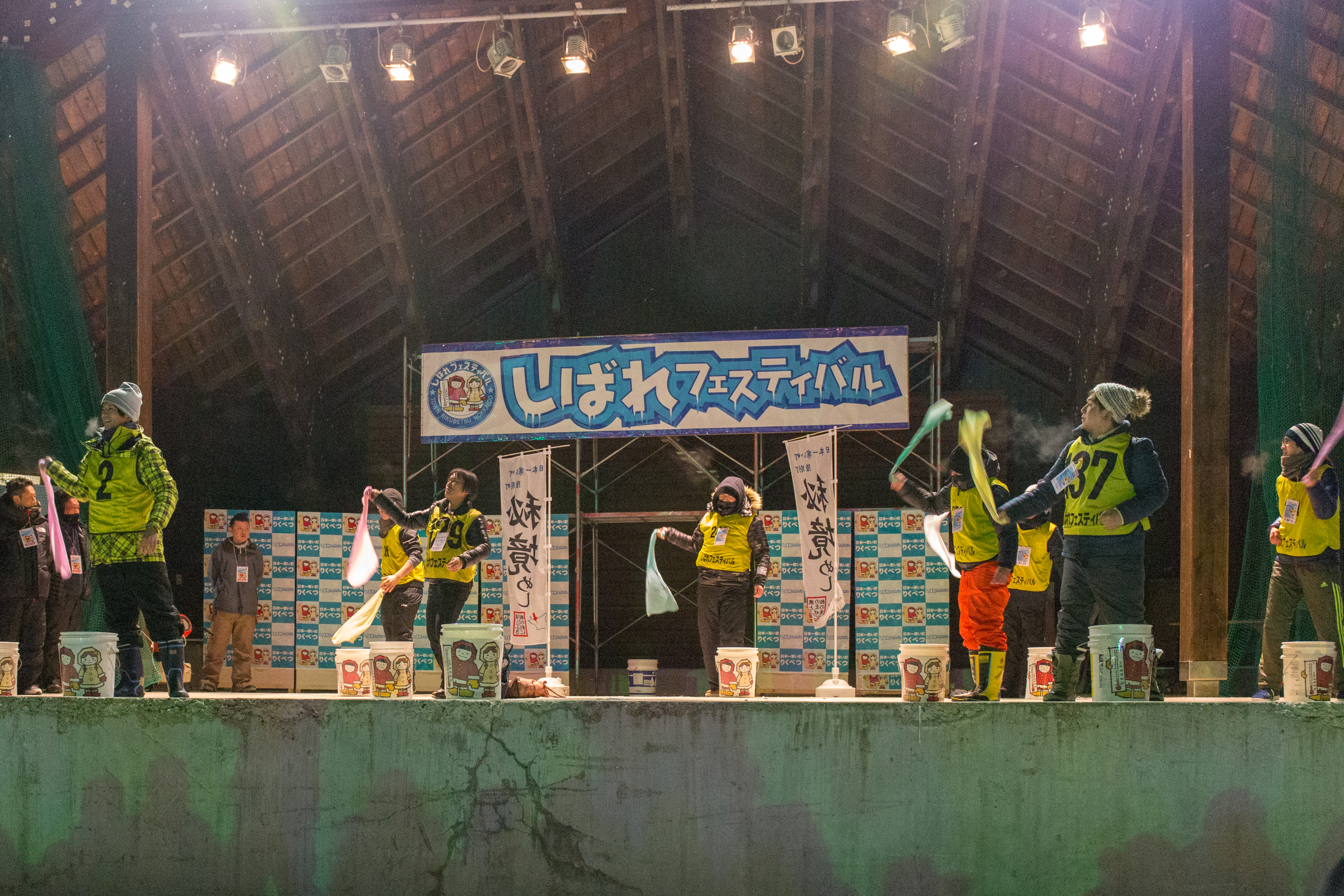
タオル回し世界選手権

人間耐寒テスト参加者向けの催し物として毎回実施されている。濡れタオルがすぐに凍り始めるほど外気温が低いことから発案された。出場希望者のうち先着100名限定で行われる。
出場者は10名ずつ登壇し、配られたタオルを合図とともにバケツの水に浸し、絞ってから振り回して凍らせる。最も早くタオルを凍らせることができた者がその組の勝者となる。最後に各組の勝者10名が決勝に臨み、優勝者を選出する。
実行委員会によれば、本フェスティバルがタオル回し競技に参加できる世界で唯一の機会であることから、優勝者はタオル回しの世界チャンピオンとなる。

## その他の催し物

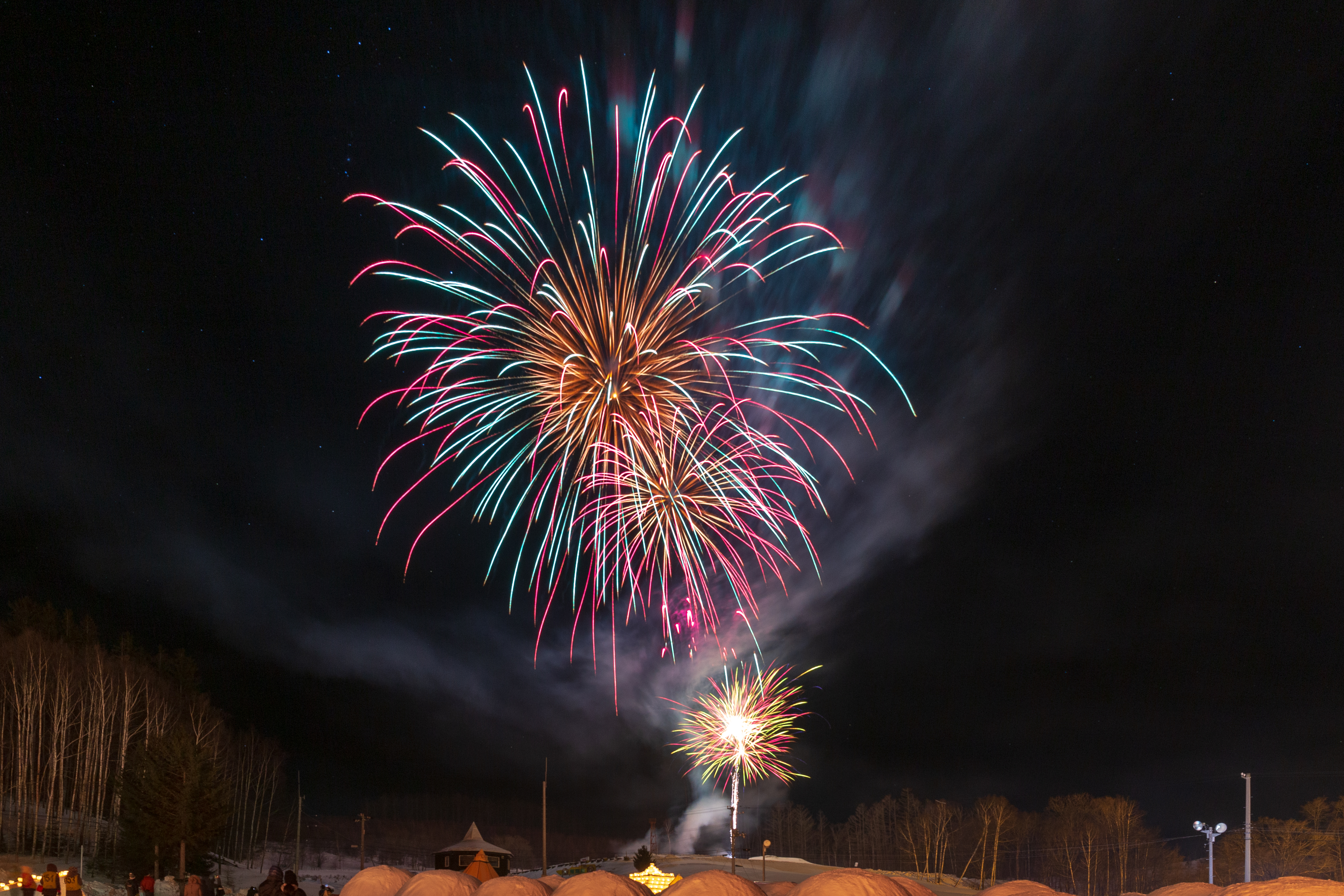
しばれ花火

以下は人間耐寒テスト参加者以外でも観覧・参加可能である。
- 陸別小学校児童による太鼓・よさこい披露
- ステージショー（北海道のローカルアイドル「フルーティー」や吉本興業所属のお笑い芸人が登壇）
- 打ち上げ花火「しばれ花火」
- 特設露天風呂「しばれ湯」
- 雪像展示

など
また、会場内にはラーメンやカレーライスなどの屋台が出店する。